# クーチ・ビハール県

西ベンガル州におけるクーチ・ビハール県の位置

クーチ・ビハール県（英語: Cooch Behar district、ベンガル語: কোচবিহার জেলা コーチ・ビハール県）は、インド・西ベンガル州に属する県。県都はクーチ・ビハール。
県の南部はバングラデシュとの国境となっている。国境地帯には双方の飛び地が散在し、長年にわたって非常に錯綜した状況が続いていたが、2015年に領土交換が行われ、ほとんどの飛び地は解消された。

## 歴史

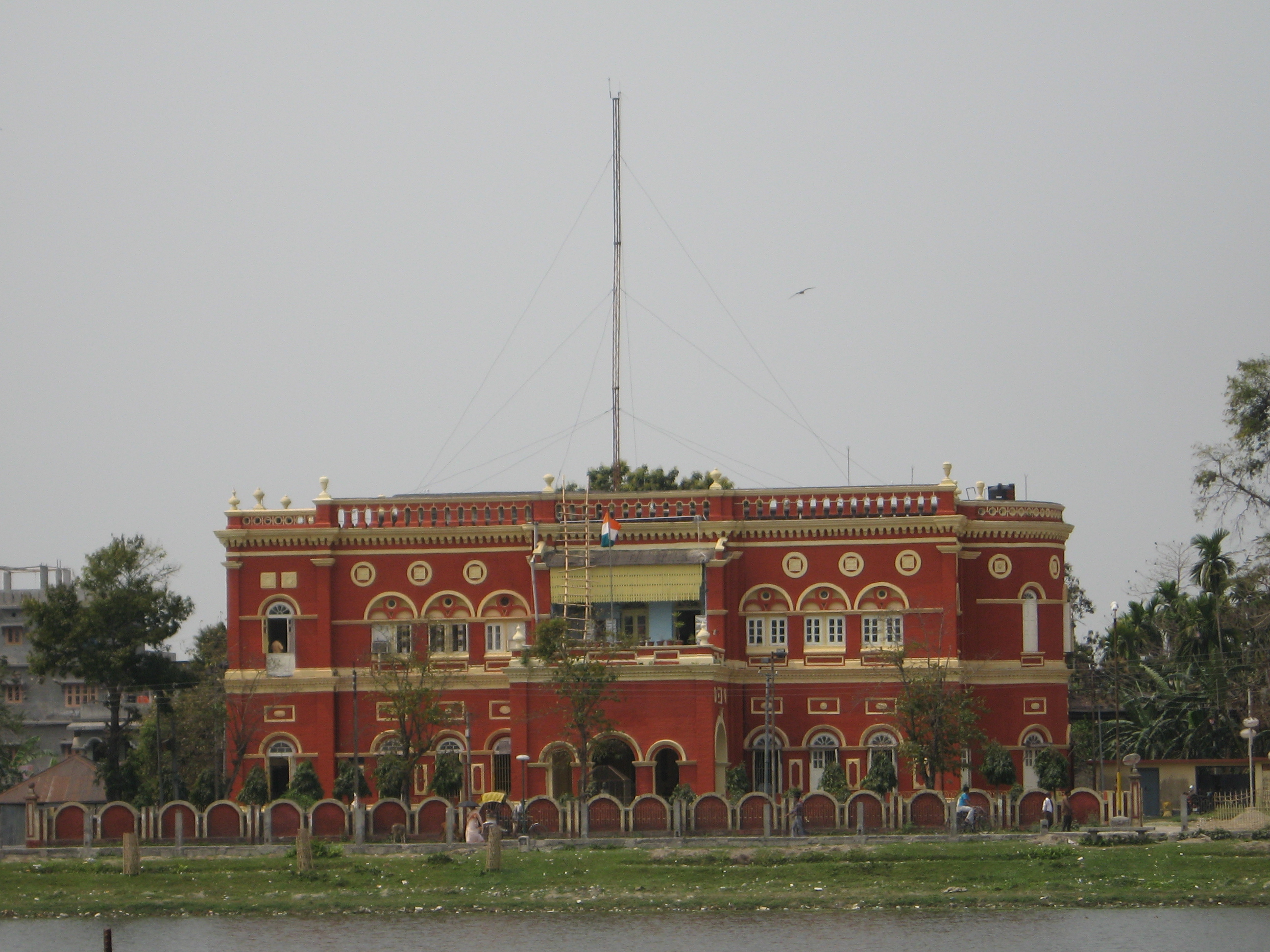
クーチ・ビハール県庁

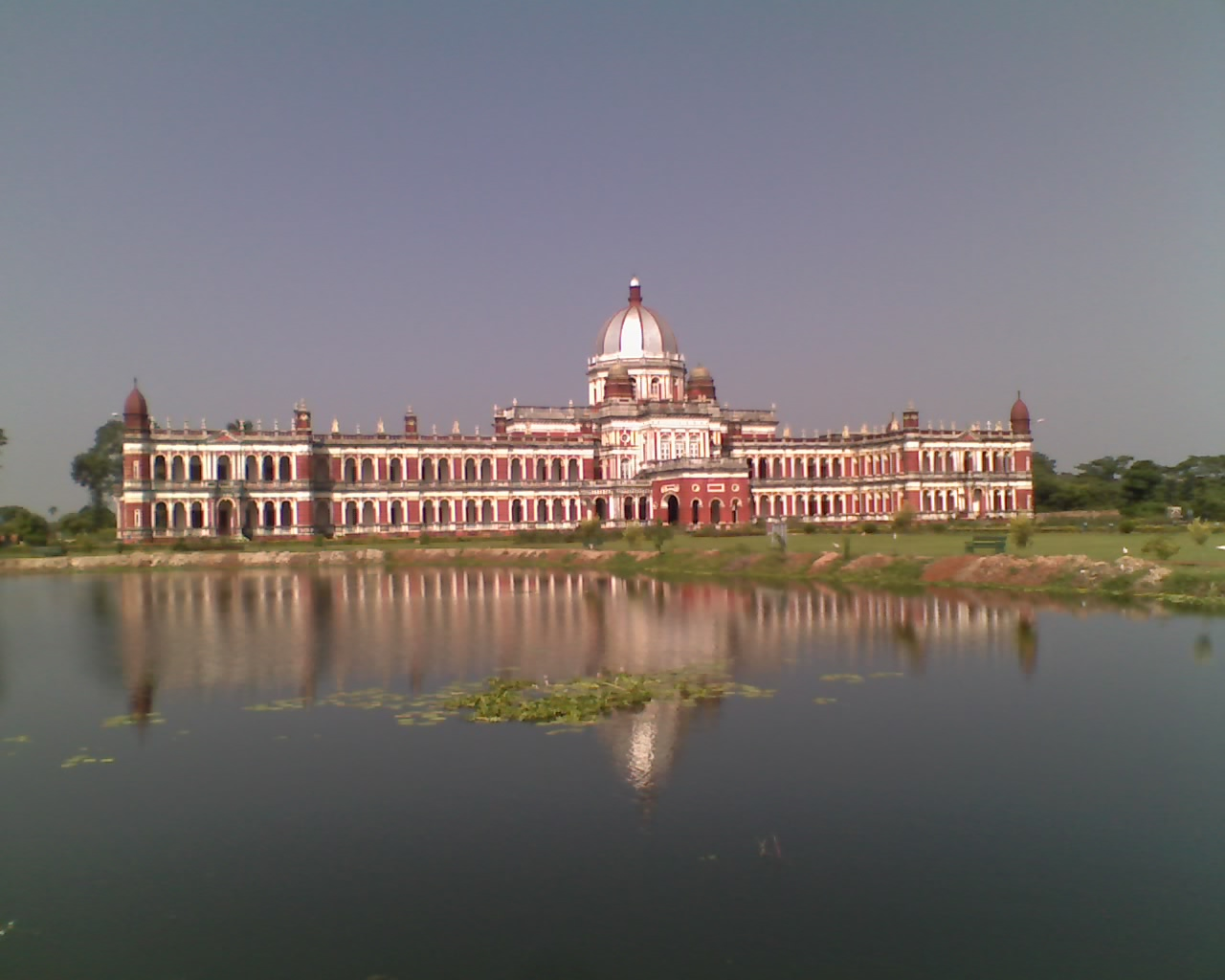
旧王宮

県名は州都クーチ・ビハールから採られている。クーチ（Cooch）あるいはコーチ（Koch） はこの地に暮らしていたチベット系・ビルマ系といわれる部族、コーチ（Koch）を示す。ビハール（Behar）はサンスクリット語 （bihar, 旅をする）に由来しており、コーチの王が散策した場所であったことを意味する。
4世紀から12世紀にかけてはカーマルーパ王国 (Kamarupa) 、13世紀からはカーマタ王国 (Kamata Kingdom) の領域となった。その後カーマタ王国ではコーチ族の指導者が台頭して Kamateshwar の称号を称し、1515年にコーチ朝 (Koch dynasty) がはじまった。
コーチ朝は2代目のナラ・ナーラーヤン王 (Nara Narayan) （在位：1540年 - 1586年）の下で最盛期を迎え、現在のアッサム州の一部やバングラデシュ北西部までを勢力下に治めた。ナラ・ナーラーヤン王没後、王国は東西に分割され、ナラ・ナーラーヤンの息子が西部のクーチ・ビハール（クーチ・ビハール王国）を、甥の政権が東部を治めるようになった。
やがて、ムガル帝国がこの地に勢力を拡大すると、クーチ・ビハールは抗争ののち臣従、一方、 東部に独立した甥の政権は滅ぼされてアーホーム王国（のちのアッサム）に組み込まれた。このときの東西の境界線は現在の西ベンガル州とアッサム州の境界線の起源となっている。
その後、クーチ・ビハールはブータンの侵攻を受け、1680年から1772年にかけてブータンに臣従していたが、プラッシーの戦い（1757年）を契機にイギリス東インド会社の影響下に入り、イギリス統治時代には藩王国に位置づけられてクーチ・ビハール藩王国 (Koch Bihar) となった。現在もクーチ・ビハール市内には、バッキンガム宮殿を模して1887年に建てられた王宮 (Cooch Behar Palace) が残る。
1947年8月のインド・パキスタン分離独立後、1949年8月28日の協約により、クーチ・ビハール藩王は主権をインド自治領政府に譲渡し、9月12日インドの一州となった。1950年1月19日、クーチビハール州は西ベンガル州に併合され、その一県となった。